# دونالد دين
دونالد دين (بالإنجليزية: Donald Dean)‏ هو عازف جاز أمريكي، ولد في 21 يونيو 1937 في كانساس سيتي في الولايات المتحدة.

## وصلات خارجية
- دونالد دين على موقع IMDb (الإنجليزية)
- دونالد دين على موقع ميوزك برينز (الإنجليزية)
- دونالد دين على موقع أول ميوزيك (الإنجليزية)
- دونالد دين على موقع ديسكوغز (الإنجليزية)